# Hassan Abdallah
Hassan Abdallah (6 de julio de 1996) es un futbolista keniano que juega en la demarcación de defensa para el Coastal Union FC de la Liga tanzana de fútbol.

## Selección nacional
Hizo su debut con la selección de fútbol de Kenia el 11 de septiembre de 2018 en un partido amistoso contra Malaui que finalizó con un resultado de 1-0 a favor del combinado keniano tras el gol de Francis Kahata.

## Clubes
| Club             | País     | Año       | Partidos | Goles |
| ---------------- | -------- | --------- | -------- | ----- |
| Bandari FC       | Kenia    | 2016-2024 | 92+      | 22+   |
| Coastal Union FC | Tanzania | 2024-     |          |       |